# Sinjuktjajauratj
Sinjuktjajauratj är en sjö i Jokkmokks kommun i Lappland och ingår i Luleälvens huvudavrinningsområde. Sinjuktjajauratj ligger i Ultevis fjällurskog Natura 2000-område.